# Montes Caucasus
Die Montes Caucasus sind ein schroffer Gebirgszug auf dem Erdmond, zwischen dem Mare Imbrium im Westen und dem Mare Serenitatis im Südosten. Der Durchmesser wird auf 445 km geschätzt. Die Berge sind bis zu 6 km hoch. Die Bezeichnung Montes Caucasus – abgeleitet von Kaukasus – stammt vom deutschen Astronomen Johann Heinrich von Mädler.